# Plomo de Larzac
El plomo de Larzac es una tablilla de maldición escrita en galo sobre plomo encontrada en 1983 en la comuna de L'Hospitalet-du-Larzac, en el departamento occitano de Aveyron. Actualmente se conserva en el museo de Millau. Porta una de las inscripciones más importantes en idioma galo.
La inscripción está en cursiva romana en una tablilla de plomo conservada en dos fragmentos, fechada alrededor del año 100 d. C. Es el texto galo más largo conservado, de más de 1000 letras o unas 160 palabras (falta un número desconocido de líneas al final del texto). Esta tablilla de maldición fue excavada en una tumba de la necrópolis de La Vayssière, justo al norte del pueblo de L'Hospitalet-du-Larzac, cerca de la antigua calzada romana de Condatomagus (Amiliavum, Millau) a Luteva (Lodève), que cruzaba en esa época la frontera provincial entre la Galia Aquitania y la Galia Narbonense.
El texto no se puede traducir con certeza, pero está claro que su naturaleza es la de una maldición mágica lanzada en el "mundo de las mujeres" presumiblemente por un grupo de mujeres o brujas contra un grupo rival. La colocación de la tablilla de maldición en una tumba no es inusual en el mundo grecorromano; la tumba era considerada una puerta de entrada por medio de la cual la maldición llegaría a las deidades infernales encargadas de su ejecución. La fragmentación de la tablilla también puede ser intencionadamente realizada por sus autores originales como parte del "entierro" ritual de la maldición para enviarla de camino al inframundo. La magia invocada es claramente maliciosa, de una naturaleza bien atestiguada en otras partes del mundo celta, en particular la mitología irlandesa. Sabemos que existieron hermandades de hechiceras o brujas en la antigua Galia reportadas bajo la autoridad de etnógrafos de la antigüedad: Pomponius Mela (III, 6, 48) registra un colegio de nueve sacerdotisas capaces de invocar tempestades y adoptar forma animal entre los osismii, mientras que Estrabón (IV, 4, 6) reporta un convento de mujeres samnitas poseídas por Dionisoinstalado en una isla del estuario del Loira.
Tanto el contexto de la tablilla de maldición como los nombres de las mujeres enumeradas como objetivos de la maldición reflejan la cultura galorromana sincrética de los galos a fines del siglo primero. El nombre de Severa Tertionicna, la "bruja principal" objeto de la maldición, consiste en un cognomen romano Severa y un patronímico que combina el cognomen romano Tertio con el sufijo -ikno- galo.
El descubrimiento del texto ha servido para aumentar sustancialmente nuestro conocimiento de la gramática gala, debido a que es una de las pocas inscripciones que contiene oraciones completamente formadas con formas verbales finitas, y debido a su naturaleza "femenina" que contiene numerosas formas de la primera declinación (a-) que no estaban registradas. También es importante en el vocabulario básico, pues entre otras cosas es la única fuente de la palabra gala para "hija", duχtir, y sirve como evidencia de ciertos desarrollos fonológicos del idioma.

## Interpretación y autoría
La inscripción está a dos manos, etiquetadas como M y N (siendo N la posterior, responsable de borrar partes del texto original). El texto de N se conserva íntegramente, en las seis primeras líneas del lado b del segundo fragmento; partes del texto original de M se han perdido. Robert Marichal identifica a M como una escriba "habitual", quizás profesional, mientras que la escritura de N es inexperta y detallista.
El texto contiene una maldición contra Severa Tertionicna y un grupo de mujeres, presumiblemente sus seguidoras. Adgagsona parece ser el nombre de la diosa principal invocada para los propósitos de la maldición. Se han conservado un total de once o doce nombres de mujeres que iban a ser maldecidas junto a Severa Tertionicna; la mayoría de estos se identifican por su nombre de pila más una especificación de una relación, identificados por uno de sus padres ("hija de") o uno de sus hijos ("madre de"), o como dona (de significado poco claro, aparentemente "señora de", pero Lambert sugirió "nodriza de" y Lejeune sugirió "heredera de"). La lista de nombres es:
1. Bano [na] Flatucias
2. Paulla dona Potiti [us]
3. Aia duχtir Adiegias
4. Potita, m[atir] Paullias
5. Seuera du[χtir] Valentos do(n)a Paulli[us]
6. Adiega matir Aiias
7. Potita dona Primius [... ] Abesias
[8. Eiotinios? ]
9. Ruficna Casta dona [Ba]nonus
10. Diligentim Vlationicnom
11. Aucitioni(m) materem Potiti
12. Vlatucia mat[ir] Banonias
Algunas de las mujeres de la lista parecen estar relacionadas entre sí; según Lejeune esto no significa necesariamente que sean madres e hijas biológicas, sino que la tablilla podría revelar la estructura de la organización de las brujas, donde un miembro mayor iniciaría a una novicia más joven y las dos mujeres serían consideradas "madre" e "hija" a los efectos de la solicitud. Orel (Studia Celtica 31, 1997) señaló que dona siempre va seguida de un nombre propio en -ius, mientras que matir y duχtir van seguidas de formas en -ias, es decir, genitivo singular) lo que sugiere que -ius puede representar el caso de plural instrumental (< -ōis) que indica clanes o familias en lugar de individuos. Basado en esta hipótesis, Orel distingue cinco de estos "clanes" (mágicos) de la lista,
A: Rufena Casta (9); hija Banona (1) y madre Flatucia (12)
B: Hija Aia (3) y madre Adiega (6)
C: Severa (5); hija Paulla (2), madre Potita (4) y la madre de la madre Abesa
D: hija Severa (5), madre Valenta
E: Potita (7); Prima

## Texto completo
Texto epigráfico según Robert Marichal, editado por M. Lejeune et al. (1985).
1a
inside se bnanom bricto[m i- / -n eainom anuana sanander [
na brictom uidlaias uidlu[ / tigontias so adsagsona seue[rim
tertionicnim lidssatim liciatim / eianom uoduiuoderce lunget
..utonid ponc nitixsintor si[es / duscelinatia ineianon anuan[a
esi andernados brictom bano[na / flatucias paulla dona politi[us
iaia duxtir ediagias poti[ta m- / -atir paullias seuera du[xtir
ualentos dona paullius / adiega matir aiias
potita dona prim[ius / abesias
1b
etic eiotinios co et[ic / rufina casta dona[
nonus coetic diligentir soc[ / ulationicnom aucitionim[
aterem potiti ulatucia mat[ / banonias ne incitas biontutu [ue
seuerim licinaue tertioni[cnim / eiabi tiopritom biietutu semit[
retet seuera tertionicna / ne incitas biontutus ... du[
anatia nepi anda.. / ]incors onda...[
]donicon[ / ]incarata
2a
]a senit conectos[ / ]onda bocca nene.[
]rionti onda boca ne[ / .on barnaunom ponc nit-
issintor sies eianepian / digs ne lisantim ne licia-
tim ne rodatim biont- / utu semnanom sagitiont-
ias seuerim lissatim licia- / tim anandognam acolut[
utanit andognam[ / da bocca[ / diom...[ ne[
2b
aia [...] cicena[ / nitianncobueðliðat[
iasuolsonponne / antumnos nepon
nesliciata neosuode / neiauodercos nepon
su biiontutu semn- / anom adsaxs nadoc[
suet petidsiont sies / peti sagitiontias seu-
[er]im tertio lissatim[ / ..]s anandogna [...
...]ictontias.[